# Jean-Claude Dragomir
Pour les articles homonymes, voir Dragomir.
Jean-Claude Dragomir est un peintre montmartrois, né en Roumanie le 16 août 1931 et mort en à Hérouville-en-Vexin le 16 octobre 1965 dans un accident de la route.

## Biographie
Ami du compositeur Michel Magne, avec qui il avait racheté le Château d'Hérouville en 1962, il décède en 1965 des suites d'un accident de la route. Il devait illustrer un livre en collaboration avec le poète et chansonnier Bernard Dimey.
Les poèmes composés pour cet ouvrage seront publiés par la suite sous le titre Le Bestiaire de Paris.